# Robin Knoche
Robin Knoche (Brunsvique, 22 de maio de 1992) é um futebolista alemão que atua como zagueiro. Atualmente defende o Nürnberg.

## Carreira
Robin Knoche começou a carreira no VfL Wolfsburg.